# Grammaire de l'hawaïen
La grammaire de l'hawaïen se rapproche  de celle des autres langues polynésiennes comme celle du tahitien, du marquisien ou du maori. Les points communs au-delà des différences mineures sur le plan phonétique et lexical portent sur la syntaxe en VSO, la pratique des marqueurs aspectuels pour indiquer les temps et les modes des verbes, la réduplication des mots pour les renforcer  et la variabilité de la nature des mots qui fait qu'un mot peut être aussi bien un verbe, un substantif ou un adjectif. 

## Articles défini et indéfini
Comme il n’y a pas de genres en hawaïen, l’article est identique quels que soient le mot et sa fonction dans la phrase. La seule chose à vérifier est d’ordre phonétique:
- L’article défini est « ka »[3]. Il prend la forme « ke »  devant la consonne /K/ et les voyelles /E/, /A/ et /O/. Comme le ‘okina est considéré comme une consonne, l’article est « ka » et non « ke » malgré la présence perturbante d’une voyelle en début de mot[4].
  - ka honu = la tortue ; ka hoe = la pagaie ; ka lāpaki = le lapin ;  ka ‘ao’ao = le côté
  - ke kumu = le professeur ; ke one = le sable ; ke elepani = l’éléphant ; ke ao= le nuage
  - Exceptions[2] : ke pa = l’assiette ; ke pihe = le bouton ; ke poo=la tête ; ke kino = le corps ; ke kai = la mer ; ke kulu = la goutte
- L’article défini au pluriel est « nā » 
  - nā honu = les tortues; nā lāpaki = les lapins ; nā kumu = les professeurs.
- L’article indéfini est « he ».
  - he honu = une tortue; he lāpaki = un lapin ; he ao = un nuage

## Flexion du nom
On ne peut pas parler de déclinaison à proprement parler en hawaïen, mais les anciennes grammaires anglophones utilisent toutefois la terminologie habituellement associée à la déclinaison latine ou allemande par exemple. 

### Nom commun
Le nom commun  ne se décline pas en soi, mais on lui ajoute un marqueur devant pour indiquer s’il est :
- sujet (Aui kumu - nominatif)[7] :  Ø
- apostrophe (Aui hea – vocatif) [7] : ē
- COD (Aui alo - accusatif) [7] : i
- COI (Aui paewa - datif) [7] : no / na
- Complément du nom postposé (Aui pili - génitif) [7] : a (classe A)  - o (classe O)
- Complément du nom antéposé (Aui iki - génitif) [7] : ka  (classe A)  - ko  (classe O)
- Complément circonstanciel (Aui alo, hui, hele, moe) [7] : la préposition suivi du groupe nominal.

Les formes divergent quelque peu pour les pronoms personnels traités dans un chapitre séparé et pour les noms propres. 
À moins d’être en début de phrase, le nom commun en position de sujet ne prend pas le marqueur « ‘o » :
- I hele ke kupuna kāne i ka hale : le grand-père n’est pas allé chez lui.

Il n’y a pas de « ‘o » devant le sujet « ke kupuna kāne ».  Le schéma ici est dans l’ordre : le verbe et son marqueur du prétérit, le sujet et un complément circonstanciel de lieu. 
- Ua ‘aiana au i kēia pālule : j’ai emprunté cette chemise.
- E ho’opau mua ‘oe i ke kula ! : termine d’abord l’école!

### Noms propres
La différence avec les propres réside essentiellement dans le fait qu’il prend systématiquement le « ‘o » au nominatif alors qu’on peut l’éluder avec un nom commun si le sujet est à sa place normale. Les différences portent sur les formes suivantes :
- sujet (nominatif) : ‘o ;
- COD (accusatif) : iā[7].

- ’O James kona inoa : il s’appelle James, son nom est James.
- ’E Ike ana  au iā James ma ka hale pule : je vais voir  James à l’église.
- Pehea  ‘oe, ē James ? : comment vas-tu James ?
- Nui ka hale a Ipo : la maison d’Ipo est grande.

### Les deux positions du génitif
Pour exprimer l’appartenance ou la possession, on peut utiliser deux tournures :
- La première rappelle celle du français avec la préposition « de » :
  - ’O kēia ka hale o ke ali’i : C’est la maison du chef de village.
  - Hoihoi nā makemake o nā kānaka[8] : Les désires du peuple sont intéressants.
- La seconde rappelle celle de l’anglais ou le génitif saxon allemand par antéposition :
  - Nui ko ke ali’i hale[8] : la maison du chef de village est grande. On pense ici à l’anglais dans : « The chief’s house is big ».
  - I maika’i ka ke kumu hana[8] : le travail du professeur était bon.

### Kino’ō ou kino’ā?
La possession en « o » (en hawaïen kino’ō et en anglais o-class) ou « a » (kino’ā et a-class) est un aspect grammatical intrinsèque aux langues polynésiennes qu’on retrouve en tahitien  ou en samoan comme en hawaïen.
D’après le descriptif des compétences grammaticales  du programme officiel de langues et culture polynésiennes de 2012 pour le niveau A1 du Cadre européen commun de référence pour les langues, la possession en « o » relève « de l’inhérent, du naturel (relation de la partie à un tout, lien filial, propriétés intrinsèques) » quand la possession en « a » « renvoie à ce qui est instauré, produit de l’activité humaine et entretenu » .
Les grammairiens et les professeurs d’hawaïen anglophones reprennent souvent l’idée de contrôle , . 
Le kino’ō renvoie à ce qui n’est pas contrôlable par le sujet  comme : 
- son propre nom ;
- ses organes et les parties du corps;
- son lieu d’habitation ;
- les personnes de sa propre génération et a fortiori les ascendants ;
- les émotions et réflexes ;
- les moyens de transport y compris le cheval par exemple ;
- l’endroit où l’on s’assoit comme une chaise, un fauteuil ;
- l’endroit où l’on peut entrer ;
- ce que l’on porte comme des vêtements, des sacs à main[13].

Le kino’ā est par définition ce que le sujet peut contrôler comme  :
- ce qui touche aux descendants de ma ligne personnelle ;
- le petit ami, le compagnon, le mari et la même chose pour les femmes ;
- les couleurs ;
- ce que je fais, réalise, fabrique.

Ce fait de langue influe sur les pronoms personnels et les possessifs traités dans un chapitre séparé dans cette page. 
- ka'u keiki kane: mon fils (Classe A).
- ko'u makua kane : mon père (Classe O).

## Dérivation et composition

### Causatif et substantivation
L’hawaïen fonctionne beaucoup par composition mais le phénomène linguistique le plus flagrant quand on feuillette un dictionnaire de cette langue c’est la grande quantité de pages consacrée aux mots commençant par « ho’o ». 
Le causatif est rendu par le préfixe « ho’o » que l’on accroche graphiquement au mot qu’il modifie. 
- nui : grand → ho’onui : agrandir, faire plus grand[11] ;
- nani : beau → ho’onani : embellir[11] ;
- hui : club → ho’ohui : fonder un club[11] ;
- komo : entrer → ho’okomo : insérer, faire entrer, pénétrer[11] ;
- ma’ama’a : être habitué → ho’oma’ama’a : pratiquer, se familiariser[11] ;
- mākaukau : prêt → ho’omākaukau : faire en sorte que ce soit prêt, préparer[11]
- wehiwehi : ornement, parure → ho’owehiwehi : décorer, orner, parer (cheveux par exemple) [11].

Le suffixe « na » substantive un verbe ou un adjectif verbal. 
- ‘oki : séparer → ’okina : séparation[10] ;
- ’oha : → ‘ohana : famille, clan[10] ;
- hā’awi : donner, offrir, permettre → hā’awina : don, cadeau, offre, leçon, cours[10] ;
- ’ai : manger → ‘aina : repas[10].

### Réduplication
La réduplication totale ou partielle des mots donne un cachet très caractéristique des langues austronésiennes, en particulier le polynésien. En hawaïen, elle est très active dans la formation du lexique. Elle apporte généralement un sens renforcé ou emphatique au mot répété. 
- ’au : nager, voyager par mer → ‘au’au : se baigner, prendre un bain[10] ;
- ha’i : parler → ha’iha’i : parler sans cesse, bavarder[10] ;
- ma’i : malade → ma’ima’i : maladif, souvent malade[10] ;
- poke : cube → pokepoke : couper en cubes[10] ;
- ’olu : flexible, doux, pliant, élastique, plaisant → ‘olu’olu : sympathique, aimable, satisfait, gracieux[10].

### Mots composés
Le déterminant suit le déterminé ; il ne faut pas confondre avec le complément du nom antéposé qui exprime la possession. Le mot composé forme un nouveau lexème qui ne porte pas sur la propriété ou l’appartenance. 
La composition se fait sans préposition (comparable au français « de ») et sans moyen de liaison euphonique ou grammatical (comparable à l’allemand dans « Frauenmantel », manteau pour femmes à partir de « Frau » et « Mantel »). 
- kupuna kāne [10]: grand-père (=grand-parent + homme) ;
- hale kū’ai[10] : magasin (=maison + acheter) ;
- ’eke’eke kālā [10]: portemonnaie (=petit sac + argent) ;
- lumi ho’opau pilikia[10] : toilettes, WC, salle de bain (=pièce + résoudre, finir + affaire à régler, souci)
- papa ‘oki’oki[10] : planche à découper (=objet plat et plane + couper, trancher) ;
- papa he’enalu[10] : planche de surf (=objet plat et plane + glisser sur les vagues).

## Adjectifs et pronoms démonstratifs

### Les formes en kē-
Comme dans les langues européennes, on différencie entre celui-ci et celui-là, proche du locuteur ou plus éloigné. À cela s’ajoute la notion spatiale intermédiaire, en quelque sorte à mi-chemin entre le locuteur et l’interlocuteur. 
- Kēia : ceci, celui-ci, ce, cet, cette (ici proche de moi) [14] ;
- Kēnā : cela, ça, ce, cet, cette (à mi-chemin entre toi et moi) [14] ;
- Kēlā : cela, ça là-bas, ce, cette (plus proche de mon interlocuteur que de moi) [14] ;

Pour exprimer le pluriel, on peut l’utiliser seul, mais il est d’usage de compléter le démonstratif par la particule « mau » qu’on retrouve dans d’autres situations pour marquer le pluriel. 
- Kēia – kēlā – kēnā  kāne : cet homme-ci, cet homme là-bas, cet homme-là
- Kēia mau puke = ces livres-ci

On retrouve le démonstratif dans les expressions de temps: 
- i kēia lā = aujourd’hui ;
- i kēia manawa = maintenant, en ce moment ;
- i kēia pule = cette semaine ;
- i kēia mahīna = ce mois-ci ;
- i kēia makahiki =cette année ;
- i kēia kauwela = cet été .

Mais :
- i ka lā ‘apōpō = demain ;
- i nehinei = hier

Puis, ils sont utilisés pour exprimer les expressions comme : 
- kēia/kēlā mea : tout, chaque chose[14]
- kēlā me kēia : chaque, chacun[14]

### Les formes composées à valeur démonstrative
On peut utiliser les formes « ua (nom) nei » et « ua (nom) lā » .
- Ua puka nei : cette porte-ci (kēia puka).
- Ua hale lā : cette maison-là (kēlā hale).

Le terme « nēia » signifie également « ceci » pour parler du moment présent, donc plutôt pour les indications de temps. 
I nēia lā : aujourd’hui, ce jour (i kēia lā)

## Adjectifs et pronoms possessifs
Le possessif joue un rôle central en langue hawaïenne car il peut être employé dans des tournures  où, en français, il n’apparaîtrait pas, par exemple, pour traduire le verbe « avoir » traité dans un autre chapitre. Le possessif est de par sa forme en réalité plus un génitif du pronom personnel qu’une forme à part entière, notamment pour les formes plurielles. 
Comme pour les déictiques personnels, il est fondamental de distinguer le duel du pluriel d’une part, l’inclusif de l’exclusif d’autre part. 
|          | mon, de moi | ton, de toi | son, d’elle, de lui | de nous deux inclusif | de nous deux exclusif | notre, de nous (> 2) | votre (duel) | votre (duel) | leur (duel) | leur (>2) |
| Classe A | ka’u        | kāu         | kāna                | kā kāua               | kā māua               | kā kākou             | kā ‘ōlua     | kā ‘oukou    | kā lāua     | kā lākou  |
| Classe O | ko’u        | kou         | kōna                | ko kāua               | ko māua               | ko kākou             | ko ‘ōlua     | ko ‘oukou    | ko lāua     | ko lākou  |
| affectif | ku’u        | kō          | x                   | x                     | x                     | x                    | x            | x            | x           | x         |

- ’O ‘oe ku’u hoaaloha[15] : tu es mon (tendre) ami
- ’O ‘oe kōna hoaaloha[15] : Tu es son ami.
- ’O Paul ko’u inoa[16] : mon nom est Paul.
- He aha kou makemake ? : que veux-tu ? Quel est ton souhait ?
- He aha kāu hana[17] ? quel est ton travail ? Que fais-tu ?

## Déictiques personnels

### Formes basiques, duelles et plurielles
Comme c’est le cas dans la plupart des langues polynésiennes, l’hawaïen distingue le duel du pluriel, l’inclusif de l’exclusif. C’est une attitude à adopter quand on parle : le locuteur tient à préciser s’il est partie prenante dans l’action ou pas. Grâce au déictiques (personnels, possessifs…), le locuteur et l’interlocuteur savent clairement qui est impliqué ou non, s’il y a plus de deux personnes ou non. 
Pour illustrer la similitude entre les langues polynésiennes, le contenu ci-dessous reprend le même schéma que le chapitre consacré à la grammaire tahitienne résolument proche de l’hawaïen. Afin de mieux comparer les deux, il faut être conscient que parfois seule une différence phonétique sépare les deux idiomes. Il faut par principe souvent transformer les /K/ en /T/ (kapu → tapu = tabou, interdit) et les /L/ en /R/ (lākou → rātou = ils, elles) pour passer de l'hawaïen au tahitien.  Par commodité et pour mieux rendre les différences dues au simple remplacement du déictique, la même phrase d’exemple est réutilisée à chaque fois : elle emploie les termes « ‘ai » (manger) et « ka i’a » (le poisson). 
Singulier
- au, wau signifie  « je, moi. »[19],[20].
  - Ua 'ai au i ka i'a : J'ai mangé le poisson.
- 'oe signifie « tu, toi »[19]. 
  - Ua 'ai 'oe i ka i'a : tu as mangé le poisson.
- ia signifie  « il, lui, elle »[19].
  - Ua ‘ai o’ia i ka i'a » : il/elle a mangé le poisson.

Duel
- kāua inclut l’interlocuteur :  « nous deux » (inclusif : toi et moi)[19],[21]. 
  - Ua 'ai kāua  i ka i'a : Nous (toi et moi) avons mangé le poisson.
- māua exclut l’interlocuteur : « nous deux »[19],[21], (exclusif : lui/elle et moi, mais pas toi à qui je parle). 
  - Ua 'ai māua i ka i'a : Nous (lui/elle et moi) avons mangé le poisson.
- 'olua signifie « vous deux »[19]. 
  - Ua 'ai 'olua i ka i'a : Vous deux avez mangé le poisson.
- lāua signifie  « ils, elles » (deux)[19],[22]. 
  - Ua 'ai lāua i ka i'a : Eux deux ont mangé le poisson.

Pluriel
- kākou signifie  « nous » (inclusif : vous - 2 ou plus - et moi)[19],[21] ; Ua 'ai kākou i ka i'a : nous avons mangé le poisson (Et j’étais moi-même parmi les convives).
- mākou  exclut l’interlocuteur : « nous »[19] (exclusif : ils, elles et moi) Ua 'ai mākou i ka i'a : nous avons mangé le poisson (Je faisais partie des convives mais pas toi à qui je parle !).
- 'oukou signifie  « Vous tous »[19] ; Ua 'ai 'oukou i ka i'a : vous avez mangé le poisson. (Tous les convives auxquels je n’appartiens pas).
- lākou signifie  « Ils, elles, eux » (plus de deux)[19]; Ua 'ai lākou i ka i'a : Ils ont mangé le poisson.

### Flexion des pronoms personnels
Le pronom personnel change de forme suivant qu'il est sujet (nominatif) ou complément d'objet direct ou indirect (cas commun accusatif-datif) ou encore complément du nom (génitif). Le tableau des pronoms personnels au génitif est en fait identique à celui des adjectifs possessifs énumérés plus bas dans cette page. 
Il s'agit de traduire ici :
- Je (chante) ;
- Moi, je (suis) ;
- Je te vois ;
- Il me (parle) ;
- (Le manteau est) de toi.

|                            | Cas sujet en milieu de phrase | Cas sujet en tête de phrase | Cas COD / COI |
| 1re personne singulier     | au                            | ’O au / 'O wau              | iā’u          |
| 2e personne singulier      | ’oe                           | O’oe                        | iā ‘oe        |
| 3e personne singulier      | ia, plus souvent 'o ia        | ’O ia                       | iā ia         |
| 1re personne pluriel       | kākou                         | ’O kākou                    | iā kākou      |
| 1re personne duel inclusif | kāua                          | ’O kāua                     | iā kāua       |
| 1re personne duel exclusif | māua                          | ’O māua                     | iā māua       |
| 2e personne pluriel        | ’oukou                        | ’O ‘oukou                   | iā ‘oukou     |
| 2e personne duel           | ’olua                         | ’O ‘olua                    | iā ‘olua      |
| 3e personne pluriel        | lākou                         | ’O lākou                    | iā lākou      |
| 3e personne duel           | lāua                          | ’O lāua                     | iā lāua       |

La forme de la troisième personne du singulier est étonnamment identique dans les deux cas. C'est plus un usage de la langue qu'une obligation purement grammaticale.

## Marqueurs aspectuels des verbes

### Avec un seul verbe
L'aspect verbal est fondamental en hawaïen ; il fonctionne en marquant devant, derrière ou devant et derrière le verbe (ou son équivalent). Ce sont des marqueurs grammaticaux. En français, on parle davantage de mode et temps des verbes. Les marqueurs aspectuels  sont assez similaires mais ils sont abordés différemment. Il faut choisir le bon marqueur pour exprimer un acte achevé ou à venir ou en train de se faire par exemple. La liste ci-dessous se calque sur celle des marqueurs tahitiens afin de voir lesquels sont identiques ou très proches. 
texte bleu
- Ke (verbe) nei [11],[23],[24]: Indique que l'action est en train de s'accomplir, c’est le présent du français, mais réduit à l’action présente.  
  - Ke 'ai nei au  i ka i'a : je mange le poisson (en fait plutôt : je suis en train de manger le poisson).
- E  (verbe)[11],[25]  indique une injonction, un ordre, un devoir. Il correspond grosso modo à l’impératif en français. 
  - E ‘ai ‘oe i ka i’a ! : mange le poisson !
- Mai (verbe)[11] : Exprime un ordre négatif, une recommandation de ne pas faire quelque chose. 
  - Mai 'ai 'oe i ka i'a !  Ne mange pas le poisson !
- E (verbe) ana [15],[24] exprime l’imperfectif, une action qui n’est pas encore accomplie mais que je vais faire incessamment dirait en français « je vais faire » ou en anglais « I’m going to ». C’est un futur proche[26].
  - E 'ai ana au i ka i'a : je vais manger le poisson (je m’apprête à manger le poisson).
- E  (verbe) [11],[27] : Exprime une action ou un état inaccompli équivalent au futur en français. Par ailleurs, le « e » est très usité pour exprimer une proposition dépendante de but ou un complément à l’infinitif en « de » ou « à ».  
  - E 'ai au i ka i'a : je mangerai le poisson.
  - E ‘oki’oki au e ‘ai ‘oe i ka i’a : Je te suggère de manger le poisson ou je suggère que tu manges le poisson.
- E  (verbe) e [28] exprime le futur antérieur. 
  - E 'ai e au i ka i'a : j'aurai mangé le poisson.
- Ua (verbe) [11],[29],[30]: Exprime une action accomplie, assez comparable au passé composé français. 
  - Ua 'ai 'oe i ka i'a : tu as mangé le poisson.
- I (verbe) [11],[31],[32] : Exprime une action définitivement terminée ou un état passé. Il correspond surtout au passé simple ou à l’imparfait en français.  
  - I 'ai au i ka i'a : je mangeai (mangeais) le poisson.
- Ua (verbe) e[33],[34] : Exprime une action terminée mais dans un passé lointain, ce qui correspond peu ou prou au plus-que-parfait français. 
  - Ua 'ai e au i ka i'a : J’avais mangé le poisson.
- (verbe) ‘ia [11] : Sert à faire la voie passive.  
  - 'Ai ‘ia  ka i'a e ka pōpoki : le poisson est mangé par le chat.
- Ke (verbe)[35],[36] : sert à exprimer l'hypothèse dans les phrases conditionnelles réalisables. 
  - Ke hana 'oe ... : si tu fais ou travaille...
- Ina e (verbe)[35],[37] : sert à exprimer l'hypothèse dans les phrases conditionnelles futures. Ina peut être compléter par paha (peut-être).
  - Ina e hele mai 'oe : si tu devais venir (à l'avenir)...
- Ina (verbe) ou ina i (verbe)[35],[38] : sert à exprimer les hypothèses dans les phrases conditionnelles passées
  - Ina i hana au : si je travaillais...

### Avec un infinitif complément ou une subordonnée conjonctive
L'hawaïen n'a en soi pas de mot attitré pour dire "que" (cf. anglais « that », allemand « dass » ou italien « che »). Par conséquent, les propositions s'imbriquent autrement, voire se succèdent presque comme des phrases indépendantes. Toutefois le marqueur « e » joue ici un rôle central. Il correspond peu ou prou aux « de » et « à » des langues latines ou au « to » de l'anglais.
Pour les tournures introduites par « pono » et « hiki », le marqueur est par usage plus souvent « ke », mais l'autre forme n'est pas fausse. 
Il sert de jonction entre un verbe de type modal et un infinitif :
- makemake e (verbe)[39]: vouloir, désirer, souhaiter ;
  - Makemake au e 'ai ka poi (Je veux manger le poi, je voudrais manger le poi);
  - Makemake 'o ia e hele i Honolulu (Il veut aller à Honolulu.) ;
- Pono e (verbe)[39] ou Pono ke[40]: devoir moral, recommander, inciter comme en français « je devrais » ou anglais « I should » ;  
  - Pono au ke 'oki ko'u lauoho (Je devrais faire couper mes cheveux);
  - Pono au e ho'oma'ema'e i ka lumi (Il faudrait que je nettoie la pièce) ;
  - A'ole pono ke ha'awi i ka hana iā ha’i[40] : on ne devrait pas donner ce travail à quelqu’un d’autre ;
- Hele e (verbe)[41] ;
  - Ua hele 'o ia e ki'i i ke kupa lauoho (Elle est allée chercher le shampoing).
- Hiki ke (verbe)[40] : pouvoir, savoir ;
  - Ua hiki i kēia kamali’i ke heluhelu : cet enfant sait lire ;
- Na (nom ou pronom) e (verbe)[40] : devoir, être dans l'obligation de ;
  - Na Paikule e kukulu i hale halawai : Paikule doit construire une maison de réunion[40].

Le marqueur « e » peut également se rendre en français par une infinitive de but. 

E holoholo ana lākou e he'enalu ma Kauai : Ils vont partir en voyage pour faire du surf à Kauai. 
De fait, si l'on considère que certains mots sont éludés car évidents, on pourrait presque traduire par : Ils vont partir en voyage et ils feront du surf à Kauai.
Dans la tournure « E 'oki'oki » qui rend un ordre de type suggestion ou  incitation, on peut le rendre en français par une subordonnée en « que ». 

- E 'oki'oki au e kalaiwa 'o ia[12] (je suggère que ce soit lui qui roule, mais mot à mot : je suggère lui rouler) ;
- E 'oko'oki au e kuke ke kumu[12] (je suggère que le professeur fasse la cuisine) ;
- E 'oki'oki o'ia e ki'i māua i nā keiki[12] (il nous suggère d'aller chercher les enfants ou il propose que lui et moi allions chercher les enfants).

### Référents temporels
Le référent temporel en polynésien  complète le système aspectuel. Parfois, le simple fait de l’énoncer suffit à exprimer le temps et le mode de la phrase rendant inutile le marqueur aspectuel. Si je dis en début de phrase « I nehinei » (hier), l’action est clairement accomplie, le marqueur peut être éludé ou non. 
- ’o kēia lā : aujourd’hui ;
- i ka lā ‘apōpō : demain ;
- i nehinei : hier ;
- nā lā āpau : tous les jours ;

```
*i kēia manāwa : maintenant, à l’instant, en ce moment ; 
```

- mau : toujours, sans cesse, encore maintenant ;
- i kēia kakahiaka : ce matin ;
- i kēia ahiahi : ce soir, dans la soirée ;
- i kēia pō : cette nuit ;
- i ka pō nei : la nuit dernière ;
- i kēia pule : cette semaine ;
- i kēia pule nei : la semaine dernière ;
- i kēia mahīna : ce moi-ci ;
- i kēia mahīna nei : le mois dernier ;
- i kēia mahīna a’e : le mois prochain ;
- i kēia makahiki : cette année ;
- i kēia makahiki nei : l’année dernière ;
- i kēia makahiki a’e : l’année prochaine ;
- i kēia kauwela : cet été ;
- ma hope : plus tard, à l’avenir ;
- i ku’u wā kamali’i : dans mon enfance, quand j’étais jeune.

## Syntaxe

### Structure basique de la phrase
L’ordre des mots dans la phrase hawaïenne donne en général la priorité au prédicat qui se place en tête. La place privilégiée porteuse de sens est donc la première et la structure globale de la phrase hawaïenne est descendante : l’action (ou l’état), l’acteur, l’objet de l’action et les informations complémentaires. De ce fait, quand l’affirmation est  niée, la négation est placée en tête de phrase. 
Les marqueurs de tous genres peuvent néanmoins s’intercaler dans cet ordre de détermination assez strict suivant qu’ils déterminent tel ou tel mot dans la phrase. 
Il n’est donc pas possible d’énumérer les différentes structures possibles. Dans le schéma classique ci-dessous, les éléments entre parenthèses peuvent être présents ou non :
1. (Marqueur aspectuel) ;
2. Verbe (ou tout autre mot remplissant ce rôle de verbe) ;
3. (2e marqueur aspectuel éventuellement) ;
4. Adverbes qualifiant le verbe comme mau, wale, ole, pu[42]...
5. Marqueur du passif ;
6. Marqueurs de direction (verbal directives): aku, mai, iho, ae[43];
7. Marqueur de localisation : nei, la, mais aussi ana, ai[42];
8. Particule de renforcement « no » ;
9. sujet ;
10. complément ou attribut.

### Phrases nominales

#### Expression du verbe être
Comme dans d’autres langues du monde, le verbe « être » ne se traduit pas directement en hawaïen, il est éludé. « Le gâteau est bon » devient « le gâteau bon » ou mieux « bon le gâteau ».  
- Nani ka wahine : la femme est belle.
- Li’ili’i ke keiki : l’enfant est petit.
- Nani lākou : ils sont beaux.

#### Modèle Aia pour indiquer le lieu ou le temps
Le mot « Aia » correspond en français au verbe « être » ou « avoir lieu » quand on veut indiquer qui est où à quel moment.
- Aia au ma ke kula : je suis à l’école – il se trouve à l’école.
- Aia ‘oe me ke keiki : tu es avec l’enfant.
- Aia ke luau i kēia lā : La fête a lieu aujourd’hui.
- Aia mākou i ka luau : nous sommes (ou allons)  à la fête.

Ce type de phrase est fréquemment associé à la maîtrise des expressions indicateurs de lieu :
- Impliquant davantage un déplacement, une destination :
  - i loko o (nom) : à l’intérieur de, dans, dedans ;
  - i waho o (nom): à l’extérieur, hors de, dehors ;
  - i luna o  (nom) : vers le haut, en haut de, au-dessus de ;
  - i lalo o  (nom) :vers le bas, en bas, en-dessous de ;
  - i waena o  (nom) : au milieu de, entre ;
  - i mua o  (nom) : devant, à l’avant de ;
  - i hope o  (nom) : derrière, à l’arrière de ;
  - i kai : des terres vers la mer, en bordure de mer ;
  - i uka : de la mer vers l’intérieur des terres, dans les terres.
- Impliquant davantage un lieu sans déplacement :
  - Il suffit de remplacer la préposition « i » par « ma ».
  - ma luna o  (nom) : en haut de, au-dessus.

I hele lākou i loko o ka hale pule : ils entrèrent dans l’église.
Aia nā hoe ma loko o ke ka’a : les pagaies sont à l’intérieur de la voiture (coffre par exemple).

#### Phrase en he… kēia
Pour rendre la structure simple « c’est quelque chose », répondant à la question « He aha kēia ? », on utilise le mot « he » et le démonstratif (kēia ou kēlā). 
- He aha kēia ?  (mot à mot = Ceci est un quoi ?)
  - He hale kēia : c’est une maison.
  - He wai kēia : c’est de l’eau.
- He pōkoki kēia ? (Est-ce un chat ?)
  - He pōkoki kēia : c’est un chat.

Si on démarre la phrase par le démonstratif pour insister sur cet objet, comme en français dans la tournure :« ça, c’est…. » , il faut ajouter le marqueur du sujet « ‘o ».
- ’O kēia ku’u mau hoaaloha : ce sont (=’o kēia)  mes amis (=ku’u mau hoaaloha ), voilà mes amis.
- ’O kēia ko’u lio : ça, c’est mon cheval ou encore « et ici, tu as mon cheval ».

Cela vaut pour les pronoms personnels quand ils sont placés en tête de phrase dans une structure que les Américains nomment « equationals » :
- ’O ‘oe ku’u hoalaoha : tu es mon ami ;
- ’O ia kona hoaaloha : il est son ami.

#### Exprimer le verbe avoir
L’auxiliaire « avoir » pour exprimer une propriété est également éludé. On préfère dire que telle chose est à moi ou de moi comme en français oral : « ce cahier est à moi » au lieu de « c’est mon cahier » . 
Structure : he + (objet) + pronom possessif au génitif. 
- he ka’a ko’u : j’ai une voiture.
- He ‘ohana kou ma Tahiti ? : as-tu de la famille à Tahiti ? 
  - A’e, he ‘ohana ko’u i ma leila : oui, j’ai de la famille là-bas.

#### Verbes d’état
Quand par exemple on pose la question « pehea ‘oe ? », on répond souvent avec un mot qui ressemble à un adjectif, mais en réalité est aussi un verbe d’état. Il se comporte donc comme un verbe auquel on ajoute les marqueurs temporels ou aspectuels. 
- Ōma’ima’i au : je suis malade.
- Māluhiluhi au : je suis fatigué.
- Hau’oli au : je suis content.
- Kaumaha au : je suis triste.
- Maika’i au : je suis bien, bon (je vais bien).
- Pōloli au : je suis affamé (=j’ai faim).
- Makewai au : je suis assoiffé (= j’ai soif).
- Pupuka au : je suis laid, moche, nul.
- U’i au : je suis beau.

### Négation et syntaxe de la phrase négative
Le mot pour dire « non » (‘a’ole) est également l’adverbe qui sert à nier partiellement ou globalement, à la manière de l’espagnol ou de l’italien avec la négation « no ». 
La syntaxe de la phrase négative diverge de la structure générale dans les affirmatives en déplaçant le sujet devant le verbe habituellement en première position si ce sujet est un pronom.

#### Phrases avec pronoms et sans marqueur temporel
Si la phrase comporte un pronom personnel comme sujet du verbe ou dans une phrase nominale, l'ordre de la phrase est la suivante : 
|           | Négation | pronom sujet | verbe | Objet et autres |
| Exemple 1 | ’A’ole   | au           | hana  | i kēia manāwa.  |
| Exemple 2 | ’A’ole   | ’oe          | ma’i  | i kēia pō.      |
| Exemple 3 | ’A’ole   | au           |       | he wahine.      |

- Exemple 1 : Je ne travaille pas en ce moment.
- Exemple 2 : Tu n'es pas malade cette nuit.
- Exemple 3 : Je ne suis pas une femme.

#### Phrases avec un verbe-adjectif d'état
En liaison avec le tableau précédent, il importe néanmoins de bien vérifier que le prédicat n'est pas un verbe ou un adjectif à valeur verbale expriment un état. Le polynésien possède en effet des adjectifs qui sont à la fois des adjectifs mais aussi des verbes. « Maika'i » peut vouloir dire « malade » ou « être malade » : 
- He keiki maka'i = un enfant malade ;
- Maika'i ke keiki = l'enfant est malade.

Dans ce cas des verbes d'état, il n'y a pas d'inversion du sujet. 
|           | Négation | verbe-adjectif d‘état | pronom sujet | Objet et autres |
| Exemple 1 | ’A’ole   | maika’i               | au           | i kēia manāwa.  |
| Exemple 2 | ’A’ole   | wīwī                  | ke kumu!     |                 |
| Exemple 3 | ’A’ole   | akamai                | ’o ia.       |                 |

- Exemple 1 : Je ne me sens pas bien en ce moment.
- Exemple 2 : Le professeur n'est pas maigrichon!
- Exemple 3 : Il n'est pas malin.

#### Phrases avec marqueurs aspectuels du verbe
La conjugaison du verbe provoque une syntaxe différente quand on introduit la négation car tout dépend du sujet : si le sujet est un groupe nominal, il a sa place habituelle après le verbe. Si le sujet est un pronom, sa place est inversée.
Le marqueur « ke » pour le présent en « ke... nei » se modifie en « e... nei » quand la phrase est négative comme dans l'exemple 1 des deux tableaux ci-dessous :  
|           | Négation | pronom sujet | marqueur 1 | verbe | marqueur 2 | complément   |
| Exemple 1 | ’A’ole   | au           | e          | hele  | nei        | i ka pā’ina. |
| Exemple 2 | ’A’ole   | au           | i          | hele  |            | i ka hale.   |
| Exemple 3 | ’A’ole   | au           | e          | hele  | ana        | i ke kula.   |

- Exemple 1 : Je ne vais pas à la fête.
- Exemple 2 : Je n'allai pas à la maison.
- Exemple 3 : Je n'irai pas à l'école.

|           | Négation | marqueur 1 | verbe | marqueur 2 | sujet      | complément  |
| Exemple 1 | ’A’ole   | e          | ho'i  | nei        | ke kumu    | i ka hale.  |
| Exemple 2 | ’A’ole   | i          | hele  |            | ka haumana | i ka hale.  |
| Exemple 3 | ’A’ole   | ua         | a'o   | e          | ke kumu    | nā lā āpau. |

- Exemple 1 : Le professeur ne rentre pas à la maison.
- Exemple 2 : L'élève n'alla pas à la maison.
- Exemple 3 : Le professeur n'avait pas enseigné tous les jours.

Le principe est le même pour les autres marqueurs aspectuels. Soit le pronom personnel se décale devant le premier marqueur, soit le verbe et ses marqueurs respectifs suivent directement la négation en début e phrase.

## Structures de phrases  interrogatives idiomatiques
Pour cette partie, on reprend à des fins de comparaison le schéma des séries de la grammaire du maori, chapitre « Interrogatifs » tout en adaptant à la forme phonétique hawaïenne. 
On retrouve les quatre séries du maori en dépit des formes phonétiques divergentes : 
- wai pour interroger sur l'identité ;
- hea pour interroger sur la localisation spatiale et temporelle ;
- he aha pour interroger sur la nature du sujet ;
- 'ehia  pour interroger sur le nombre ou la quantité.

Comme en maori et en tahitien, les interrogatifs  se combinent avec toute une série de marqueurs pour produire une multitude de nuances sémantiques.

### Série des «wai»: questionnement sur l'identité
- Wai[48],[47] ? qui ?, quel(lle) ? lequel? Laquelle?  Pour les objets non animés, il entre en concurrence avec « hea » très productif. 
  - 'O wai  'oe ? : qui es-tu ?
  - 'O wai  kou inoa[48] ?  Quel est ton nom ?
  - 'O wai ke mele[49] ? Quel est ce chant ?
  - Me wai kalaiwa 'oe ? : Avec qui roules-tu ?
  - Iā wai ho'olohe 'oe? : Qui écoutes-tu ? (COD ou COI) ;
  - A wai ? ou O wai[48],[47] ? De qui ? (Complément du nom).

### Série des «hea»: localisation (spatiale ou temporelle)
Ce type de question renvoie à une réponse introduite en début de phrase par  « aia » ;  la « phrase aia » sert à indiquer où l’on est ou à quel moment quelque chose se produit. Il faut donc connaître les prépositions très fréquentes pour former les « phrases aia ». 
- I hea ? Ma hea[48],[47] ? Où ?, à quel endroit ?, dans quel ? vers quel ? ; 
  - Aia i hea 'oe ? : Où es-tu ? ;
  - I ka hale 'aina hea[41] ? Dans quel restaurant ? ;
  - I ke ka’a hea makemake 'oe ? Quelle voiture veux-tu?
- No hea mai[47] ? D'où ? De quelle origine ? ; 
  - No hea mai 'oe[48] ? D'où viens-tu ? ;
- Ka (objet) hea ? Ke (objet) hea[47] ? Quel ? lequel ?(Pour les noms de lieu au sens large) ; 
  - Ka moku hea[41] ? Quelle île est-ce ? ('O kēia ka moku Kauai : c’est l’île de Kauai.)
  - I ka hale 'aina hea e 'ai ana 'oukou ? : Dans quel restaurant allez-vous manger ?
- Pehea[48],[47] ? Comment ?, De quelle manière ? ; 
  - Peha 'oe[48] ? Comment vas-tu ? ;
- Ināhea[47] ? Quand ? (Dans le passé) ;
  - Ināhea hele 'oe i ke kulanui o Hawaii'i ? Quand es-tu allé à l’université d’Hawaï ?
- Ā hea[47] ? Quand ? (Dans le futur) ;  
  - Ā hea hele mai 'oe ? : Quand iras-tu ?

### Série des «he aha»: l'essence, la nature ou les caractéristiques du sujet
Comme pour « Aia i hea ? » qui exige une réponse introduite par « Aia », une interrogation demande en « He aha ? » demande une réponse introduite par « He… ». Les deux sont traités dans un autre chapitre que les interrogatifs.
- He aha[48],[47]? Quoi ?, Qu'est-ce que ? Que? ; 
  - He aha kēia[48] ? Qu’est-ce que c’est ? ;
  - He aha kēlā[48] ? Qu’est-ce que c’est que ça ? ;
  - He aha kou makemake[49] ? Quel est ton souhait? (= Que voudrais-tu ?) ;
  - He aha kāu hana[49] ? Quel est ton travail ? = Que fais-tu ?

### Série des «'ehia»: le nombre, la quantité, les heures

#### Types de phrases possibles
Les questions en 'Ehia exigent pour la formulation de l’interrogation comme pour celle de la réponse la totale maîtrise des adjectifs et pronoms possessifs avec aphérèse du /K/ initial traité dans un chapitre distinct. Le possessif avec aphérèse est matérialisé en vert dans les phrases d'exemple pour mieux le repérer dans la phrase et surtout ne pas le confondre avec un déictique ou pronom personnel. 
La tournure repose sur le schéma suivant : combien – possessif (indiquant le propriétaire) – objet ?
La réponse se fait avec la structure : He – nombre – possessif – objet. 
- 'Ehia[47] ? combien?
  - 'Ehia āu lio ? : Combien de chevaux as-tu ? (=Combien tes chevaux ou combien les chevaux à toi ?)
    - He 3 a'u lio : J’ai 3 chevaux. (=mes chevaux sont 3.)

  - 'Ehia 'oukou 'ōhi'a'ai[12]  ? : Combien de tomates avez-vous ?
    - He kanakolu ākou 'ōhi'a'ai : Nous avons 30 tomates.

  - 'Ehia āu puke[12] ? Combien de livres possèdes-tu? 
    - He ho'okahi hāneli a'u puke : J’ai 100 livres.
- I ka hola 'ehia[12] ?  A quelle heure ? 
  - E hānai au i ka ilio i ka hola 'eono : Je donnerai à manger au chien à 6 heures.

#### Conséquence phonétique sur le possessif
Dans le cas des phrases en « 'ehia », l'adjectif possessif perd le /K/ à l'initiale dans la question comme dans la réponse en « He » avec un nombre. Les Américains parlent ici de « k-less possessives ».
- Question : 'Ehia āu lio ? (Combien de chevaux as-tu ?)
- Réponse : He ‘umi lua a’u lio. (J'ai douze chevaux.)

Après l'interrogatif, le possessif « āu »  n'est en fait que la forme « kāu » sans le /k/ (« ton » de la classe A). La même chose se produit après un nombre puisque « a’u » est la forme syncopée de « ka'u » (« mon » de la classe A).
|          | mon, de moi | ton, de toi | son, d’elle, de lui | de nous deux inclusif | de nous deux exclusif | notre, de nous (> 2) | votre (duel) | votre (duel) | leur (duel) | leur (>2) |
| Classe A | a’u         | āu          | āna                 | ā kāua                | ā māua                | ā kākou              | ā ‘ōlua      | ā ‘oukou     | ā lāua      | ā lākou   |
| Classe O | o’u         | ou          | ōna                 | o kāua                | o māua                | o kākou              | o ‘ōlua      | o ‘oukou     | o lāua      | o lākou   |

## Prépositions
Les prépositions s'ajoutent simplement devant le substantif sans que cela change quoi que ce soit à celui-ci. En revanche, pour les pronoms personnels, il faut ajouter la forme du cas objet. 
Il y a une exception avec le pronom "au" précédé de la préposition me (avec):
- E noho pū me a’u : assieds-toi avec moi! (Donc ici pas la forme habituelle « au »)

|                      | i              | o   | ma            | me    | mai                       | na                       | no                      | pe     | ka, ko         | e                         |
| Equivalents français | vers, à, dans, | de, | dans, en, à , | avec, | originaire de, venant de, | réalisé par, concernant, | pour, à l’intention de, | comme, | appartenant à, | par (agent voie passive), |

## Adjectifs épithètes et attributs

### Adjectif au degré zéro
L’adjectif attribut du sujet est en tête de phrase car en polynésien la phrase nominale est très fréquente. L’adjectif a valeur de verbe en quelque sorte vu que l’auxiliaire « être » n’existe pas en pratique. 
- Nani ka wahine = la femme est belle.
- Li’ili’i ke keiki = l’enfant est petit.
- Ma’i au = je suis malade.
- Polū nā pua = les fleurs sont bleues.

L’adjectif épithète est placé après le substantif qu’il qualifie,. 
- Ka wahine nani = la belle femme.
- Ke keiki li’ili’i = le petit enfant.
- Ka kāne ma’i = l’homme malade.
- Nā pua polū = les fleurs bleues.

### Degrés de comparaison
Le comparatif de supériorité se forme en ajoutant le marqueur « a'e » derrière l'adjectif concerné,.
- Maika'i a'e keia : c'est mieux.
- Nui a'e 'o ia : il est plus grand.

Le superlatif se forme en ajoutant « loa » après l'adjectif,.
- Nui a'e ku'u kupuna wahine : ma grand-mère est la plus grande.

Le complément de la comparaison au comparatif de supériorité est introduit par la préposition « o ».

## Les nombres

### Les cardinaux
|  | Unités | En hawaïen | Dizaines | En hawaïen |
|  | 1      | ‘ekahi     | 10       | ‘umi       |
|  | 2      | 'elua      | 20       | 'iwakālua  |
|  | 3      | ‘ekolu     | 30       | kanakolu   |
|  | 4      | ‘ehā       | 40       | kanā       |
|  | 5      | ‘elima     | 50       | kanalima   |
|  | 6      | ‘eono      | 60       | kanaono    |
|  | 7      | ‘ehiku     | 70       | kanahiku   |
|  | 8      | ‘ewalu     | 80       | kanawalu   |
|  | 9      | ‘eiwa      | 90       | kana’iwa   |

On se sert de kumamā ou kūmā pour lier la dizaine et l’unité. Il faut également ôter le « ‘e » devant le nombre.  
- 10 + 1 = ‘umi kumamā kahi  (et non ‘ekahi).
- 10 + 2 = ‘umi kumamā lua.
- 10 + 3 = ‘umi kumamā kolu.
- 20 + 1 = ‘iwakālua kumamā kahi.
- 40 + 5 = kanā kūmā lima.

Pour dire 100, on dit ho’okahi hāneli ou kahi hāneli. 
- 200 = ‘elua hāneli
- 300 = ‘ekolu hāneli
- 1000 = tausani[55]
- 2000 = ‘elua tausani
- 1.000.000 = miliona[55]

### Les ordinaux
|  | Unités | En hawaïen | Dizaines | En hawaïen  |
|  | 1er    | ka mua     | 10e      | ka ‘umi     |
|  | 2e     | ka lua     | 20e      | ka iwakālua |
|  | 3e     | ke kolu    | 30e      | ke kanakolu |
|  | 4e     | ka hā      | 40       | ke kanahā   |
|  | 5e     | ka lima    | 50       | ke kanalima |
|  | 6e     | ke ono     | 60e      | ke kanaono  |
|  | 7e     | ka hiku    | 70e      | ke kanahiku |
|  | 8e     | ka walu    | 80e      | ke kanawalu |
|  | 9e     | ka iwa     | 90e      | ke kana’iwa |

Le principe est le même pour les autres ordinaux jusque cent. On ajoute l'article ka/ke au cardinal. À partir de cent, il faut ajouter l'article aux deux cardinaux : 
- le 25e : ka iwakālua kumamā lima ;
- le 100e : ka hāneli
- le 200e : ka lua o ka hāneli.
- le 300e : ka kolu o ka hāneli.